# Кобарид
Кобарид (словен. Kobarid, итал. Caporetto) је насеље и управно средиште истоимене општине Кобарид, која припада Горишкој регији у Републици Словенији.
По попису становништва из 2011. године насеље Кобарид имало је 1.121 становника.

## Природне одлике
Насеље Кобарид налази се на северозападу државе, близу италијанске границе. Насеље се сместило на реци Сочи. Северно од насеља пружају се Јулијски Алпи, а јужно Бенешки Алпи.
У општини влада умерено континентална клима.

## Занимљивости
Кобарид је чувен по бици код Кобарида (или бици за Капорето) (Први светски рат), из које је италијанско повлачење документовао Ернест Хемингвеј у роману, Збогом оружје.